# Pavel Panov
Pour les articles homonymes, voir Panov.
Pavel Georgiev Panov (en bulgare : Павел Гeopгиeв Панов) (né le 16 septembre 1950 à Sofia en Bulgarie et mort le 18 février 2018 dans la même ville) est un footballeur professionnel et entraîneur bulgare.

## Biographie
Pavel Panov commence sa carrière au Septemvri Sofia en 1963 et y reste jusqu'en 1968. 
En 1969, il rejoint le FK Spartak Sofia. Après une fusion avec le Levski Sofia en 1969, il devient l'un des meilleurs joueurs en bleu. Au Levski il reste 12 saisons, avec 301 matchs pour 130 buts en championnat. 
Il joue 44 matchs pour 13 buts avec l'équipe de Bulgarie avec qui il joue la coupe du monde 1974. 
Panov inscrit 22 buts en compétition européenne. Quart-de-finaliste de la Coupe d'Europe des vainqueurs de coupes en 1970 et en 1977 et en coupe UEFA en 1976, il est considéré comme l'un des meilleurs footballeurs bulgares des années 1970. Il joue ensuite en Grèce à l'Aris FC avant de finir sa carrière à Haskovo. 
Il entraîne ensuite le Levski en 1986-1987 puis en 1989-1990. Il prend également les rênes de l'Iwuanyanwu Nationale, des jeunes de l'équipe de Bulgarie, du Botev Plovdiv, de Septemvri, et du Lokomotiv Sofia. 
Il fut également le président du Levski.

## Palmarès
- Champion de Bulgarie avec Levski : 1969-1970, 1973-1974, 1976-1977, 1978-1979
- Coupe de Bulgarie avec Levski : 1969-1970, 1970-1971, 1975-1976, 1976-1977, 1978-1979
- Meilleur buteur de Bulgarie en 1976-1977 avec 20 buts
- Meilleur joueur de Bulgarie en 1977
- Vainqueur du Championnat d'Europe de football des moins de 19 ans (1969)